# The Parisianer
The Parisianer est une exposition temporaire présentant des unes du magazine imaginaire The Parisianer, inspiré du magazine américain The New Yorker. Elle est présentée pour la première fois à la Cité internationale des arts à Paris du 20 au 23 décembre 2013.
Une seconde exposition, The Parisianer 2050 en lien avec la COP21, se tient à l'hôtel du ministre des Affaires étrangères lors des journées européennes du patrimoine de 2015.

## Historique

### The Parisianer
L'exposition est organisée par l'association La Lettre P créée par Aurélie Pollet et Michael Prigent, qui se sont rencontrés à l'École nationale supérieure des arts décoratifs en 2004,. En tant que directeurs artistiques du projet, ils expliquent avoir voulu créer « une version parisienne, surprenante et contemporaine des couvertures du New Yorker, qui évoquent pour beaucoup d'illustrateurs une tradition de raffinement et de diversité graphique ».
L'exposition, qui se déroule à la Cité internationale des arts du 20 au 23 décembre 2013, présente cent-sept unes du magazine imaginaire The Parisianer, inspiré du magazine américain The New Yorker. Chacune de ces couvertures représente une vision personnelle de Paris, parmi lesquelles celles d'Aude Picault, Lionel Serre, Philippe Mignon…
Le catalogue de l'exposition, The Parisianer - Les couvertures d'un magazine imaginaire, publié par les éditions Michel Lagarde, est disponible en précommande par le biais du site de financement participatif Kisskissbankbank.
Une sélection de 50 illustrations, présentée sous le titre The Parisianer à l'Hôtel de Ville, est exposée à la Mairie de Paris du 20 mai au 19 juillet 2014. Une sélection de 31 illustrations sont exposées à Bercy Village entre le 17 septembre 2015 et le 30 janvier 2016.
En novembre 2014, les éditions 10/18 rééditent le catalogue de l'exposition en portant le nombre total de couvertures à 128.

### The Parisianer 2050
En 2015, à l'occasion de la conférence de Paris de 2015 sur les changements climatiques, le Quai d'Orsay commande une exposition au collectif artistique. L'exposition, intitulée « The Parisianer 2050 », présente la vision de Paris en 2050 de 53 illustrateurs et se tient lors des journées européennes du patrimoine le 19 et le 20 septembre 2015 à l'Hôtel du ministre des Affaires étrangères.
Pendant trois ans, une « carte blanche » de Paris Aéroport propose une sélection d'une trentaine d'illustrations issues de l'exposition affichées à l'aéroport de Paris-Charles-de-Gaulle.
Un livre regroupant les couvertures paraît aux éditions 10/18 en novembre 2017. Pour Aurélie Pollet, « il est impossible d’affirmer quoi que ce soit en matière d’avenir. C’est pourquoi ce livre se présente sous la forme d’une immense question polyphonique sur ce qui nous attend et ce que l’on peut faire, pour alerter, préparer, anticiper, proposer des solutions ».